# Francine Muyumba
Francine Muyumba est une femme politique congolaise née en février 1987 à Bukavu (Sud-Kivu). Proche de l'ancien président Joseph Kabila et membre du PPRD, elle est sénatrice du Haut-Katanga depuis 2019. Elle fut également présidente de l'Union panafricaine de la jeunesse (en) de 2014 à 2019.

## Biographie

### Formation
De son nom complet Francine Furaha Muyumba, elle naît en février 1987 à Bukavu dans la province du Sud-Kivu,, et grandit dans l'ancienne province du Katanga (aujourd'hui Tanganyika). 
Elle décroche un diplôme d'État à Kalemie, puis part étudier le droit à l'université de Namibie, souhaitant devenir juriste. Elle se désintéresse cependant de la common law enseignée dans cette université, et décide de se tourner vers le journalisme. Elle commence également à militer durant ses études, devenant la première étudiante étrangère à être placée à la tête du « Conseil représentatif des étudiants » de cette université. En 2011, elle obtient une licence en ressources humaines, science et technologie, option « études des médias / journalisme », puis rentre au Congo,.
En 2013, elle décide de reprendre ses études de droit, cette fois-ci à l'université protestante au Congo (Kinshasa), où elle décroche une licence en 2018.

### Militantisme

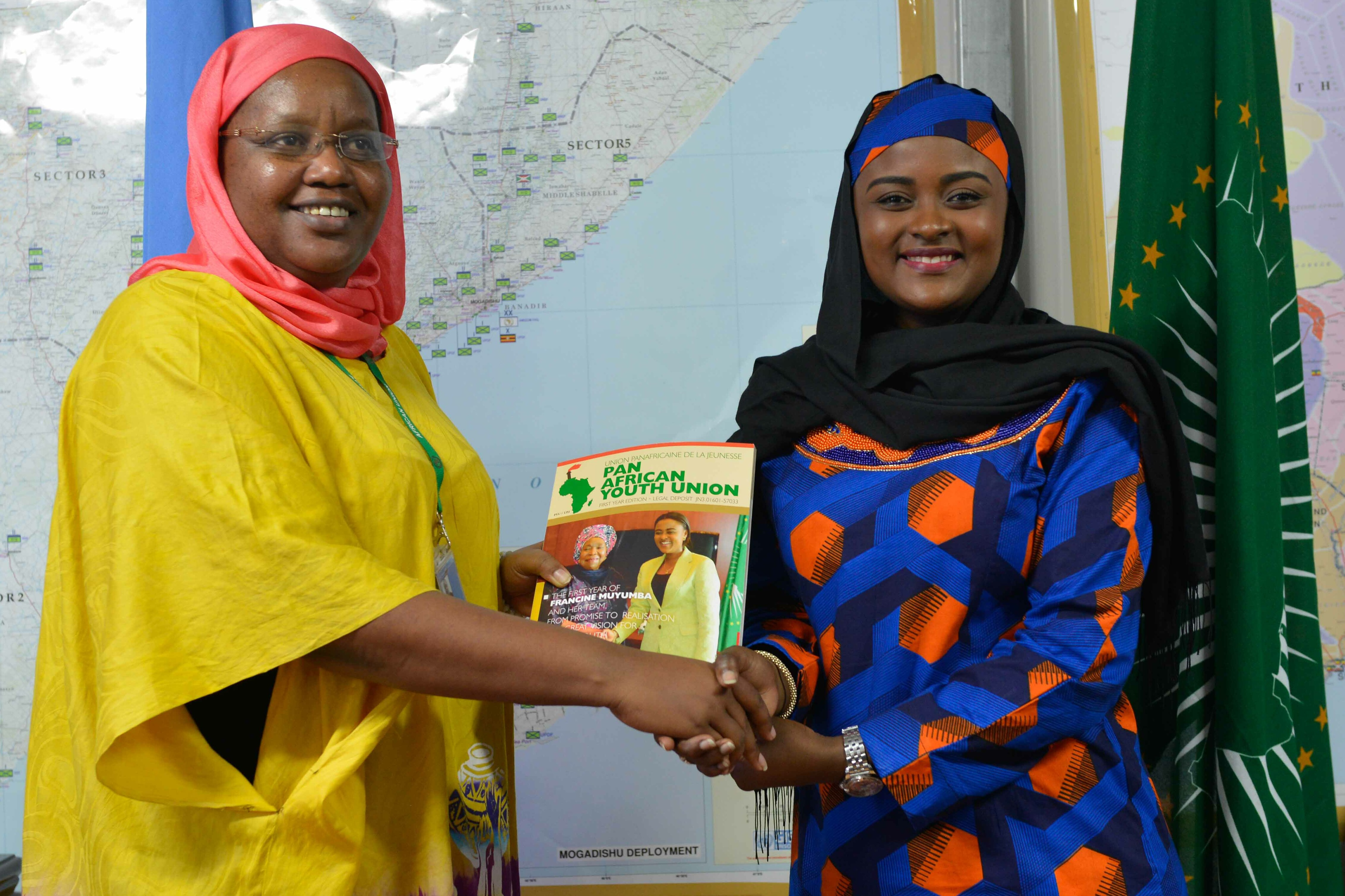
Francine Muyumba (à droite) en tant que présidente de l'UPJ avec la diplomate Lydia Wanyoto lors d'une visite auprès de la Mission de l'Union africaine en Somalie en 2016.

Francine Muyumba s’investit au sein de la Fédération mondiale de la jeunesse démocratique (FMDJ) et travaille notamment avec la « Ligue des jeunes » du parti du président Joseph Kabila, ainsi qu'avec d'autres formations politiques d'Afrique australe. En 2011, peu après être rentrée au Congo, elle s'exprime devant Kabila au nom de la diaspora du PPRD (parti au pouvoir) lors d'une réunion à la ferme présidentielle de Kingakati (banlieue de Kinshasa), où elle se fait remarquer. 
Fin novembre 2014, elle est élue à la tête de l'Union panafricaine de la jeunesse (en) (UPJ), organisme créé en 1962 et chargé depuis 2009 par l'Union africaine de coordonner les organisations de jeunesse en Afrique,. Elle est réélue pour un second mandat en décembre 2017.
Proche du président Joseph Kabila et de son entourage, elle déclare en 2017 au magazine Jeune Afrique qu'elle considère Jaynet Kabila, la sœur jumelle du président, comme « une grande sœur ». En décembre 2018, juste avant l'élection présidentielle, Joseph Kabila, alors président sortant, l'élève au rang d'« ambassadeur », aux côtés de 25 autres personnalités, afin de la remercier de son soutien.

### Sénatrice
Candidate aux élections sénatoriales de 2019, elle est élue sénatrice du Haut-Katanga le 15 mars 2019, et prend ses fonctions le 5 avril lors de la rentrée parlementaire. À l'âge de 32 ans, elle devient ainsi la benjamine du Sénat congolais, au sein duquel elle préside la Commission des relations extérieures. Elle démissionne de la présidence de l'UPJ le 25 avril, afin de ne pas cumuler ce poste avec son mandat de sénatrice. 
En tant que sénatrice, elle critique en décembre 2019 le rappel de deux ambassadeurs par le ministère des Affaires étrangères, estimant que la ministre Marie Tumba Nzeza « a agi en usurpant les compétences qui ne lui sont pas reconnues », et demande l'annulation de cette décision. 
Pendant la pandémie de Covid-19 en RDC, elle appelle le 23 mars 2020, aux côtés de trois autres parlementaires, à isoler la capitale Kinshasa du reste du pays. Le 2 avril, elle annonce qu'elle va reverser 30 % de son salaire pour lutter contre la pandémie, et propose une contribution de la part du secteur des télécommunications.

## Influence
En octobre 2017, Francine Muyumba est classée parmi les 100 personnalités africaines les plus influentes du monde au « Mipad 2017 » (initiative soutenue par l'ONU).

## Controverses et polémiques
En avril 2019, l'organisation de défense des droits de l'homme « Justicia ASBL » (basée à Lubumbashi) accuse Francine Muyumba d'avoir fait séquestrer et torturer deux militaires à son domicile entre les 11 et 16 avril, avec la complicité du général Mushimba. Les deux hommes, qui gardaient la résidence de la sénatrice, lui auraient dérobé son sac à main, dont le contenu aurait une valeur estimée à 148 000 dollars. Son avocat, Me Patrick Malamba, dément ces accusations et déclare le 27 avril au média RFI que la sénatrice s'est seulement plainte du vol auprès de la hiérarchie militaire, qui aurait sanctionné les deux hommes. En mai 2019, une centaine d'organisations congolaises de défense des droits de l'homme réclament, dans un appel commun, des poursuites contre Francine Muyumba et le général Mushimba dans le cadre de cette affaire.
Début 2024, des rumeurs circulent sur les réseaux sociaux comme quoi elle aurait rejoint l'Alliance du fleuve Congo de Corneille Nangaa, une coalition politico-militaire à laquelle appartient le groupe armé M23. Ces rumeurs s'avèrent de fausses informations.

## Vie privée
Francine Muyumba est mariée depuis 2019 à Patrick Nkanga Bekonda, rapporteur du bureau politique du PPRD, ancien président de la « Ligue des jeunes » de ce même parti, ancien conseiller du président Joseph Kabila, et candidat aux élections législatives de 2018 dans la province de l’Équateur,.